# Lorne Shantz
Pour les articles homonymes, voir Shantz.
Lorne Hugh Shantz (4 février 1920-2 octobre 1999) est un homme politique canadien de la Colombie-Britannique. Il est député provincial créditiste de la circonscription britanno-colombienne de North Okanagan de 1952 à 1963.

## Biographie
Né à Alsask (en) en Saskatchewan, Shantz étudie à Didsbury et à Calgary en Alberta. Il travaille ensuite comme agent d'assurances. 
Après avoir vécu à Langley en Colombie-Britannique, il s'établit à Prescott en Arizona. Il meurt à Phoenix en 1999.